# Melitaea rubida
Melitaea rubida är en fjärilsart som beskrevs av Ruggero Verity 1919. Melitaea rubida ingår i släktet Melitaea och familjen praktfjärilar. Inga underarter finns listade i Catalogue of Life.